# MILMED CoE
NATO Centre of Excellence for Military Medicine (NATO MILMED CoE) — Центр передового досвіду НАТО з військової медицини.
Головна його місія — допомога державам-членам НАТО, партнерам та іншим країнам в удосконаленні їх медичних спроможностей.

## Діяльність та структура
Діяльність NATO MILMED CoE координує Командування ОЗС НАТО з питань трансформації. Центр тісно взаємодіє з COMEDS.
Основними структурними елементами MILMED CoE є керівний комітет та директорат у складі відділу матеріального забезпечення та 4 фахових відділів:
1. захисту здроров'я військ (сил) (Force Health Protection Branch, FHP)
2. взаємосумісності (Interoperability Branch)
3. узагальнення уроків з отриманого досвіду та іновацій (Lessons Learned and Innovation Branch)
4. тренувань (Training Branch)

Усі структурні підрозділи MILMED CoE розташовані у м. Будапешт, Угорщина, окрім відділу захисту здроров'я військ (сил), який дислокується у м. Мюнхен, Німеччина.